# The Final Pardon
The Final Pardon è un cortometraggio muto del 1912 diretto e interpretato da Phillips Smalley e Lois Weber. Di genere drammatico, il film fu prodotto dalla Rex Motion Picture Company e distribuito dalla Universal Film Manufacturing Company.

## Trama
Una donna resta incinta e, quando partorisce, chiede al padre di riconoscere il bambino. Ma senza successo. Lei, allora, perde la testa e uccide l'amante. In tribunale, il procuratore ne invoca la condanna per rendere giustizia al morto, mentre il suo avvocato coinvolge la giuria ricorrendo ai sentimenti di umanità e maternità. La decisione sarà difficile, ma la presenza del piccolo innocente induce alla fine anche il padre del giovane ucciso a perdonare la madre del figlio di suo figlio.

## Produzione
Il film fu prodotto dalla Rex Motion Picture Company.

## Distribuzione
Distribuito dalla Universal Film Manufacturing Company, il film - un cortometraggio in una bobina - uscì nelle sale cinematografiche statunitensi il 25 febbraio 1912.